# Nyköping
Nyköping es una ciudad de Suecia. Sede administrativa del municipio de Nyköping y la provincia de Södermanland.
Se ubica en la costa de Södermanland, desemboca del río Nyköping en el mar Báltico. Según investigaciones arqueológicas, es uno de los sitios poblados más antiguos de Suecia, con datación aproximada de 2000 años de antigüedad. Uno de sus monumentos principales es el Castillo de Nyköping.